# Der Ruepp (Fernsehfilm)
Der Ruepp ist ein im Jahr 1979 vom Bayerischen Rundfunk produzierter Fernsehfilm nach Ludwig Thomas letztem großen Bauernroman aus dem Jahr 1921. Der Film hält sich streng an die Vorlage, die meisten Dialoge sind wörtlich übernommen.
Der Ruepp ist die Geschichte eines großmäuligen, dem Alkohol zugeneigten Bauern, der seine Zeit lieber im Wirtshaus als mit der Arbeit verbringt und glaubt, Probleme am besten mit Verdrängen lösen zu können. Sein liederlicher Charakter stürzt ihn und seine Familie ins Unglück. Der Verlauf der Handlung bietet immer wieder Auswege, um der Katastrophe zu entgehen, der Ruepp jedoch geht zielstrebig jedes Mal den Weg, der ihn dem Untergang näher bringt.

## Handlung
Am Hof des Ruepp lebt seit vielen Jahren schon die alte Loni, eine Magd, die quasi schon zur Familie gehört und die den drei Kindern zu einer Art zweiten Mutter geworden ist. Von ihrem Ersparten hat sie dem Ruepp, der ständig Schulden macht, vor einigen Jahren einen größeren Betrag geliehen, als er wieder einmal dringend Geld brauchte. Die alte Loni ist inzwischen krank geworden und sieht ihr Ende nahen.
Michel, der jüngere Sohn des Ruepp kommt in die Sommerferien nach Hause. Aus Prestigegründen hat ihn der Ruepp aufs Gymnasium geschickt, um ihn „auf Geistlich“ studieren zu lassen, obwohl dieser weder Lust noch größere Begabung dazu hat. Er ist zum zweiten Mal durchgefallen und möchte nicht mehr zurück in die Schule. Er, der immer schon besonders an der Magd Loni hing, ist erschüttert, als er sie todkrank antrifft und schüttet ihr sein Herz aus. Er, der als jüngerer Sohn keine Chance hat, den Hof des Vaters zu erben, möchte das Gymnasium verlassen und eine landwirtschaftliche Schule besuchen, was jedoch viel Geld kostet. Die alte Loni sieht einen Ausweg: Sie beschließt, ihm ihr restliches Geld und ihre Forderung an den Ruepp zu vererben und ersucht ihn dringend, einen Notar aus der Stadt zu holen, um ein Testament abfassen zu können. Sie hat nämlich noch einen Neffen, der ihr einziger gesetzlicher Erbe wäre, dem sie ihr erspartes Geld aufgrund seines kriminellen Lebenswandels jedoch nicht zukommen lassen möchte. Der Ruepp erklärt großspurig, selbstverständlich selbst dazu in die Stadt zu fahren, jedoch habe er, so mitten in der Erntezeit, nicht gleich Zeit. Obwohl die alte Magd zusehends verfällt, verschiebt der Ruepp die Fahrt immer wieder, auch da er insgeheim befürchtet, die Loni könne ihr Geld der Kirche oder jemand Anderem außer ihm vermachen. Er glaubt, durch Verheimlichung aller Tatsachen am besten aussteigen zu können.
Mittlerweile bekommt er wieder einmal Besuch vom Gerichtsvollzieher, der Geld eintreiben möchte, das der Ruepp jedoch nicht hat. In seiner Not versucht er, der todkranken Loni noch einen Geldbetrag herauszulocken, was diese nur mit Mühe verhindern kann. Schließlich fährt er doch, um den Notar zu holen. Auf seinem Weg in die Stadt nimmt er einen Anhalter mit, einen sogenannten Agenten, einen Schmuser (Heiratsvermittler) und Zwischenhändler zweifelhaften Charakters. Der hat ihm bald herausgelockt, weswegen der Ruepp in die Stadt fährt, er kennt auch den Neffen der alten Loni, einen gewissen Pfleiderer. In der Stadt angekommen, verleitet er den Ruepp, mit ihm noch ins Wirtshaus zu gehen, der Notar komme ohnedies erst am Nachmittag in seine Kanzlei. Der Ruepp lasst sich nicht lange bitten, im Wirtshaus treffen sie noch zwei andere dubiose Bekannte des Agenten. Gemeinsam überreden sie den Ruepp zum Kartenspielen, er wird unter Alkohol gesetzt und betrogen und verliert eine Menge Geld. Als er endlich den Notar aufsuchen möchte, ist dieser nicht mehr in seiner Kanzlei. So muss er unverrichteter Dinge nach Hause fahren, wo er angibt, er habe den Notar nicht persönlich angetroffen aber bestellt.
Wenige Tage später stirbt die alte Loni, ohne dass sie ihr Testament hätte abfassen können. Anlässlich der Abhandlung der Verlassenschaft vor dem Bürgermeister lügt der Ruepp. Allerdings meldet sich bald darauf der Neffe der alten Loni, aller Wahrscheinlichkeit nach von dem Agenten informiert. Er gibt an, seine Tante habe seinerzeit einiges an Geld geerbt, was nachweisbar sei und vermutet, dass sie große Teile ihres Lohnes erspart habe, worauf er als gesetzlicher Erbe Anspruch habe. Es kommt zur Gerichtsverhandlung. Der Ruepp verlegt sich aufs Lügen und ist, von Pfleiderer zum Eid aufgefordert, sogar zum Meineid bereit. Dieser fordert auch einen Eid seiner Frau, die sich jedoch, als anständiger Mensch und strenggläubige Katholikin, vor den Folgen eines Meineides fürchtet und diesen verweigert. Der Ruepp sieht schließlich keinen Ausweg mehr und erhängt sich. Die Mutter übergibt das mittlerweile hochverschuldete Anwesen dem älteren Sohn, Michel hat keine andere Chance als Knecht zu werden und bleibt es sein Leben lang.

## Weitere Darsteller
Als weitere Darsteller sind unter anderen Ludwig Schmid-Wildy, Hans Stadtmüller, Willy Schultes, Georg Blädel und Wolfgang Gropper zu sehen.